# 穆拉特·茹林诺夫
穆拉特·茹林诺维奇·茹林诺夫（1941年12月7日—），哈萨克斯坦电化学家。现任哈萨克斯坦科学院院长。

## 生平
1941年生于阿雷西。1964年毕业于南哈萨克科技大学。曾在莫斯科化学研究所深造。1981年获得全博士学位。1982年升任南哈萨克科技大学教授。1982年至1985年担任卡拉干达州立大学副校长。苏联解体后，曾在1995年至1997年担任哈萨克斯坦共和国教育部长。2001年至2007年担任哈萨克斯坦科学院有机催化和电化学研究所所长。2003年10月当选为哈萨克斯坦科学院院长。
2019年11月入选中国科学院外籍院士。

## 荣誉
曾获哈萨克斯坦二级和三级雪豹勋章各一枚、奖章多枚。2003年荣获哈萨克斯坦国家奖。